# Osiedle Południe (Krosno)
Osiedle Południe – jednostka pomocnicza gminy (osiedle) miasta Krosno. 
Osiedle usytuowane w południowej jego części pomiędzy centrum miasta a Osiedlem Traugutta. Składa się w większości z domów jednorodzinnych, terenów przemysłowych oraz bloków mieszkalnych (tzw. Osiedle Polmo). Na terenie osiedla znajduje się kilka szkół, zakładów przemysłowych, a także zabytkowa Kaplica Emaus wzniesiona w XVIII wieku. Przebiega tędy także linia kolejowa nr 108.
Liczba ludności osiedla w roku 2019 wyniosła 2 484.